# Estación Kilómetro 1218
Kilómetro 1218 es una estación de ferrocarril del Ramal Ferroviario Cipolletti - Barda del Medio ubicada en el Departamento General Roca, Provincia de Río Negro, Argentina.

## Servicios
Pertenece al Ferrocarril General Roca en su ramal entre Cipolletti y esta Estación.
No presta servicios de pasajeros desde 1993, sin embargo por sus vías corren trenes de carga, a cargo de la empresa Ferrosur Roca.

## Ubicación
Se accedia desde la Ruta Nacional 151 en el cruce con la Av. Ingeniero Decio Serevini.
Actualmente las playas de maniobras, talleres y vías son una plaza, emprendimiento privados y una subcomisaria.